# Embsbøl Sogn
Embsbøl Sogn (på tysk Kirchspiel Emmelsbüll) er et sogn i det nordvestlige Sydslesvig, tidligere i Viding Herred (Tønder Amt), nu Embsbøl-Horsbøl Kommune i Nordfrislands Kreds i delstaten Slesvig-Holsten. 
I Embsbøl Sogn findes flg. stednavne:
- Ebøl (Ebbüll)
- Embsbøl (Emmelsbüll)
- Gudskogdige (Gotteskoogdeich)
- Hemmersværft eeller Hemmersværre
- Hoddebøldige (Hoddelbülldeich)
- Katshjørne (Katzhörn)
- Middeldige (Mitteldeich)
- Mølledige (Mühlendeich)
- Rosbøl
- Saitje (Saidt)
- Sydvesthjørne (Südwesthörn)
- Sønderdige (Süderdeich)
- Toftum
- Vrevelsbøl (Wrewelsbüll)
- Østerdige (Osterdeich)